# Saison 2 de Chambres en ville
Chronologie
Saison 1 Saison 3
Cet article présente le guide des épisodes de la deuxième saison de la série télévisée québécoise Chambres en ville.

## Épisodes

### Épisode 1:Retour de vacance mouvementé
- Résumé : Tour à tour les pensionnaires s'installent dans la maison de chambres. L'heure est aux retrouvailles. Étienne et Alexandra ont décidé de vivre ensemble. Ne pouvant plus supporter l'intolérance de son père, Josiane a quitté sa famille. Elle va partager la chambre de Geneviève. De nouveaux pensionnaires font leur apparition : Chloé Asselin et Mathias Bélanger. Louise a également offert l'hospitalité à Caroline qui fera tout en sorte que Lola puisse reconquérir le cœur de Pete. Marc-André et Geneviève se disputent.

### Épisode 2:Le roi des petits pois
- Résumé : Les relations sont tendues entre Geneviève et Marc-André. Julien accepte de devenir l'éditorialiste en chef du journal étudiant. Josiane conteste les règlements de la maison. La rivalité entre Lola et Annick existe toujours. Mathias s'avère être un piètre cuisinier. Caroline prépare un plan pour aider Lola à récupérer Pete.

### Épisode 3:Chère Caroline, courrier du cœur
- Résumé : Chloé et Pete se joignent à l'équipe du journal. Josiane travaille désormais au café étudiant. L'écologie la passionne. Elle songe d'ailleurs à mettre sur pied un comité pour la protection de l'environnement. Josiane est la seule à contester les règlements de la maison. Voulant à tout prix rapprocher Pete et Lola, Caroline joue un vilain tour à Annick, et par ricochet, à son frère.

### Épisode 4:Charles, le ténébreux
- Résumé : La situation s'envenime entre Marc-André et Geneviève. Après avoir découvert une lettre d'amour destinée à Pete, Annick se confie à Geneviève. Qui prétendra avoir écrit ce billet doux? Le cœur vagabond, Pete fait part de ses difficultés sentimentales à Charles. Toujours préoccupée par les problèmes écologiques, Josiane obtient un rendez-vous auprès de la direction de l'école.

### Épisode 5:Caroline vient aux nouvelles
- Résumé : Les collaborateurs du journal étudiant n'ont pas respectés l'échéancier. Geneviève figure au nombre des retardataires. Chloé doit poser nue devant les étudiants inscrits au cours de dessin. Louise réussira-t-elle à dissuader la jeune pensionnaire ? Charles fait une découverte qui laisse Louise perplexe. Pete réussit à savoir que c'est Caroline qui a écrit la lettre. Par ailleurs, Caroline fait comprendre à Lola qu'elle doit rendre Pete jaloux; elle sort donc avec un autre homme: Mathias!

### Épisode 6:Où est Louise?
- Résumé : Étienne ne semble pas indifférent aux charmes de Chloé. Annick se sent mise à l'écart. Elle aimerait entre autres collaborer à la rédaction du journal étudiant. Pour Josiane et Julien, les moments d'intimités se font de plus en plus rares. Alexandra refuse toutefois de leur prêter son appartement, ne serait-ce que pour quelques heures. Pete et Lola sont surpris par le désordre qui règne dans la cuisine. Aucune trace de Charles et de Louise. Qu'est-il arrivé?

### Épisode 7:Retour de Louise
- Résumé : Étienne, Pete et Marc-André s'empressent de faire disparaître les vestiges de leur petite fête avant le retour de Louise. Julien fulmine. Pour attirer plus de lecteurs, Georges a modifié tous les titres des articles du journal étudiant, et ce, sans même le consulter. Après avoir admis tous deux leurs torts, Marc-André et Geneviève se réconcilient. Vanessa lance un appel au secours. Toujours amoureuse, Lola tente de reconquérir Pete.

### Épisode 8:Vanessa au fond du baril
- Résumé : Julien et Georges ont une conception totalement différente du journalisme. Cette divergence d'opinion conduit à des violentes altercations. Partageant ses idées, Chloé ne tarit pas d'éloges sur Julien, rendant Josiane jalouse. Apprenant que Vanessa se drogue, Louise tente, par l'entremise de Pete, de convaincre l'ex-pensionnaire de revenir habiter la maison pour quelque temps.

### Épisode 9:Lola claque la porte
- Résumé : Lola et Vanessa sont comme chien et chat. Pour mettre fin à cette situation intolérable, Louise propose à Lola de s'installer dans l'appartement de Vanessa. Lola quittera-t-elle la pension? Pete parviendra-t-il à la retenir? Geneviève ne veut plus être considérée comme une super femme. Ne sachant trop où donner de la tête, elle se confie à Louise. Surchargé de travaux scolaires, Étienne demande à Julien de lui prêter main-forte.

### Épisode 10:Monsieur est malheureux
- Résumé : Pete est bouleversé par le départ de Lola. Marie rend visite aux pensionnaires. Julien jubile. La direction du Cégep a consenti à ce qu'il dirige le journal étudiant. Josiane est folle de joie. Son père veut à tout prix la revoir. Elle convainc Julien de l'accompagner. Sage décision? Pete et Annick se disent leurs quatre vérités. Marie accepte de travailler au café étudiant.

### Épisode 11:Choix difficile pour Josiane
- Résumé : Le père de Josiane n'a pas changé d'attitude envers Julien. Désirant collaborer au journal étudiant mis sur pied par Julien, Étienne s'efforce d'obtenir l'appui de nombreux commanditaires. Pete tente désespérément de rejoindre Lola. Alexandra veut avoir un enfant. Qu'en pense Étienne? Mathias et Geneviève s'inquiètent de la santé de Vanessa.

### Épisode 12:Deux ans sans Lola?
- Résumé : Lola annonce à Louise et à Pete une nouvelle importante. Vanessa quitte la pension afin de subir une cure de désintoxication. Mathias est élu président de la semaine de la prévention du sida et des MTS. Chloé ignorait au moment où elle a accepté de servir de modèle que les dessins allaient servir d'exposition. Malgré les incidents passés, Mr. Martineau souhaite toujours revoir sa fille Josiane.

### Épisode 13:Bon voyage, Lola
- Résumé : Lola réussit à convaincre Georges de faire la paix avec Julien. Depuis la tenue de l'exposition, Chloé avoue être tout à fait décontenancée par l'attitude arrogante des étudiants. Avant de s'envoler vers le continent africain, Lola, émue assiste au souper d'adieux organisé par Geneviève.

### Épisode 14:Encore un départ
- Résumé : Après avoir subi une cure de désintoxication, Vanessa réintègre la pension. Josiane apprend une nouvelle bouleversante. Marie s'empresse de conseiller Chloé, qui est démoralisée depuis l'exposition des dessins. Mathias est à demi rassuré. Vanessa lui a confirmé qu'elle n'est pas porteuse du sida. Charles convainc Pete de retourner au Cégep. L'équipe de Marc-André a remporté la demi-finale.

### Épisode 15:La belle Hélène
- Résumé : Une nouvelle venue prénommée Hélène partagera désormais la vie des pensionnaires. Marc-André apprend que Josiane, souhaitant combler les derniers désirs de son père, a spontanément accepté d'accompagner ses parents en Floride. Chloé avoue à Alexandra d'être sortie à plusieurs reprises en compagnie d'Étienne. Charles a accepté l'invitation de Louise. Ils s'apprêtent tous deux à assister à la finale de football. Pete est surpris par l'élégance de Charles. Cette métamorphose lui mettra la puce à l'oreille.

### Épisode 16:Semaine des MTS
- Résumé : À titre de photographe, Jean collaborera au journal étudiant. Julien apprend que Georges est aux prises avec de sérieuses difficultés. Marc-André est déçu d'avoir perdu la demi-finale. Vanessa accepte de participer à une conférence. Annick rentre de toute urgence à la pension: il est arrivé quelque chose à Pete.

### Épisode 17:Bébé, couches, et tralala
- Résumé : Vanessa et Hélène se lient d'amitié. Les premières étincelles de l'amour éclatent entre Mathias et Vanessa. Louise joue les baby-sitters. Heureusement, Charles se trouve à ses côtés. Alexandra a décidé de ne pas retourner vivre avec Étienne. Faisant fi des conseils de Pete, Charles poursuit son opération séduction.

### Épisode 18:Grève en vue
- Résumé : Pour avoir avoué publiquement son homosexualité, Mr. St-Jean, professeur au Cégep, risque d'être congédié. Animés par un même esprit de solidarité, tous les pensionnaires décident d'intervenir en sa faveur. Mathias exulte: il a remporté une forte jolie somme à la loto. Les relations sont rompues entre Étienne et Alexandra. Seule l'amitié unit Annick et Pete. Ils envoient tous les deux une lettre à Lola.

### Épisode 19:Vidéo d'Afrique
- Résumé : d'un commun accord, Julien et Josiane ont décidé de mettre un terme à leur relation. Pour transmettre à tous et chacun ses vœux de bonne année, Lola a enregistré une cassette vidéo. Charles fait part à Louise ses sentiments qui l'animent. Chloé travaille à des heures indues dans une station-service.

### Épisode 20:Coupable? Plus de permis
- Résumé : Accompagné de Louise, Pete se rend au Palais de Justice. Accusé d'avoir conduit en état d'ébriété, le juge se montrera-t-il clément envers lui? L'état de santé du père de Josiane s'est considérablement détérioré. Les yeux rivés sur l'écran de télévision, les pensionnaires assiste à la victoire bien méritée de Geneviève. Julien propose à Hélène de participer à la rédaction du journal. Ne parvenant pas à trouver le sommeil, Pete se rend à la cuisine et fait une rencontre plutôt inattendue...

### Épisode 21:On va passer à la télé
- Résumé : Josiane est anéantie par la mort de son père. Hélène confie à Vanessa qu'elle n'est pas insensible au charme de Julien. Apprenant que Pete sait tout à propos de sa relation avec Charles, Louise craint le jugement des parents de ses jeunes pensionnaires. Victime de harcèlement à son travail, Chloé fait part à Charles de ses appréhensions. Pour mieux cerner les problèmes des jeunes, Mathias tente de convaincre les pensionnaires de participer à une émission de télévision. Louise décide d'étaler au grand jour sa relation amoureuse.

### Épisode 22:Un hold-up dramatique
- Résumé : Chloé se fait agresser à la station-service. Étienne revoit Alexandra et insiste pour qu'elle retourne vivre à ses côtés. Pete reçoit une cassette vidéo de Lola. Apprenant qu'elle est très malade, il n'a qu'une idée en tête: ramasser assez d'argent pour pouvoir s'envoler en Afrique. Après avoir reçu un appel téléphonique, Louise annonce une formidable nouvelle aux pensionnaires.

### Épisode 23:Oh! Les mamans inquiètes
- Résumé : Lola revient d'Afrique et apprécie l'accueil que lui réserve Pete. Bien qu'Hélène doive bientôt quitter le Québec, celle-ci décide néanmoins de fréquenter Julien. Toujours amoureuse d'Étienne, Alexandra semble vouloir lui accorder une dernière chance. Pete tente de découvrir qui a dévoilé l'idylle amoureuse entre Charles et Louise.

### Épisode 24:Lola, Lola
- Résumé : Depuis son agression, Chloé est en proie à de vifs cauchemars. En compagnie d'Annick, elle se rend au poste de police afin d'identifier son agresseur. Louise appréhende la rencontre avec la mère d'un pensionnaire qui a eu vent de son histoire d'amour. Hélène et Julien se voit souvent le matin, mais se font prendre par Louise.

### Épisode 25:Reste avec moi, Hélène
- Résumé : Marc-André a un choix des plus difficiles à faire : il a été admis U.C.L.A mais refuse de s'éloigner de Geneviève. Pete propose à Lola de venir habiter en appartement. Afin de ne pas choquer la mère de Mathias, Vanessa accepte de se transformer en jeune fille sage. Hélène et Julien ont obtenu quelques mois de sursis. Ils pourront continuer de s'aimer. La gorge nouée, Pete annonce à Louise qu'il quitte la pension.

### Épisode 26:9-1-1
- Résumé : Tous les pensionnaires quittent la maison de chambres. Vanessa et Mathias iront passer l'été à Sept-Îles. Pete, Lola, Geneviève et Marc-André habiteront sous le même toit. Alexandra ira trouver ses parents à Baie Saint-Paul. Lola souffre de mystérieux malaises...